# Simon Evans
Simon Evans (Auckland, Nueva Zelanda, 12 de noviembre de 1990) es un piloto de automovilismo neozelandés. y campeón de la temporada 2019-20 de Jaguar I-Pace eTrophy después de haber conducido para el equipo Asia New Zealand. Es hermano del piloto de Fórmula E, Mitch Evans.

## Récord de carreras

### Resumen de la carrera
Como era un conductor invitado, Evans no podía sumar puntos.

### Resultados completos del Jaguar I-Pace eTrophy
( tecla ) (Las carreras en negrita indican la pole position)